# Cyclophora vinicolor
Cyclophora vinicolor är en fjärilsart som beskrevs av Edward Alfred Cockayne 1952. Cyclophora vinicolor ingår i släktet Cyclophora och familjen mätare. Inga underarter finns listade i Catalogue of Life.